# 羅紗陀
羅紗陀（らしゃた、1988年7月23日 - ）は、日本の男性キックボクサー。本名は向山 竜一（さきやま りょういち）。千葉県出身。キングジム所属。現ニュージャパンキックボクシング連盟スーパーフェザー級王者、現WBCムエタイ日本統一ライト級王者、元WBCムエタイ日本統一スーパーフェザー級王者。
デビューから2009年までのリングネームは赤十字 竜（あかじゅうじ りょう）であったが、名前の由来でもある日本赤十字社から抗議を受け、2010年より羅紗陀に改名した。
父親は所属するキングジム会長の向山鉄也であり、母親はタイ人である。

## 来歴
2005年11月20日、17歳でニュージャパンキックボクシング連盟興行においてプロデビュー。
2006年12月14日、デビュー以来5戦5勝で2006年度最優秀新人賞に選出された。
2007年1月14日、NJKF興行で長崎秀哉と対戦し、判定負け。キャリア初黒星となった。その後、練習のためタイ国に渡り、試合で眼底骨折を負い長期欠場を余儀なくされた。
2008年7月27日、NJKFスーパーフェザー級王座決定トーナメント準決勝で久保優太と対戦予定であったが、久保が直前になって尿道結石で欠場しトーナメント決勝進出が決まった。当日は、ヨーユット・センチャイジムとエキシビションマッチを行った。
2008年9月27日、1年8か月ぶりの試合出場となったNJKFスーパーフェザー級初代王座決定戦で中須賀芳徳と対戦し、判定勝ち。20歳で王座を獲得した。
2008年12月23日、TOUITSUライト級初代王者決定トーナメント1回戦で吉本光志と対戦し、判定負け。
2009年9月23日、WBCムエタイルール日本統一王座決定トーナメント・スーパーフェザー級決勝で末広智明と対戦し、KO勝ちで王座を獲得した。
リングネーム赤十字竜に対し日本赤十字社から抗議を受け、2010年より羅紗陀に改名した。
2010年1月24日、改名初戦となったNJKFで前田尚紀と対戦し、5R終了間際に右フックでダウンを奪い判定勝ち。
2010年5月9日、NJKFで山本元気と対戦し、3R終了間際にTKO勝ち。試合後のリング上で、先日引退を表明した桜井洋平の引退試合の対戦相手に名乗りを上げ、桜井も対戦を受諾した。
2010年8月1日、NJKF「熱風 零七 〜桜井洋平FINAL」で桜井洋平と対戦。3R・4Rに左肘打ちでダウンを奪われた上で0-3の判定負けを喫した。
2010年9月26日、WBCムエタイルール日本統一ライト級王座決定戦で山本真弘と対戦し、3-0の判定勝ちで王座を獲得した。
2011年1月23日、NJKF「15周年記念シリーズ NEW JAPAN BLOOD 1」のメインイベントで、M-1・WPMF世界ライト級王者のカノンスック・ウィラサクレックと対戦し、3度のダウンを奪われ0-3の判定負けを喫した。

## 戦績
| キックボクシング 戦績 | キックボクシング 戦績 | キックボクシング 戦績 | キックボクシング 戦績 | キックボクシング 戦績 | キックボクシング 戦績 | キックボクシング 戦績 |
| --------------------- | --------------------- | --------------------- | --------------------- | --------------------- | --------------------- | --------------------- |
| 21 試合               | (T)KO                 | 判定                  | その他                | 引き分け              | 無効試合              |                       |
| 15 勝                 | 5                     | 10                    | 0                     | 1                     | 0                     |                       |
| 5 敗                  | 0                     | 5                     | 0                     | 1                     | 0                     |                       |

| 勝敗 | 対戦相手                       | 試合結果                                    | 大会名 | 開催年月日     |
| ○    | 増田博正                       | 5R終了 判定3-0                              | WBCムエタイ・ジャパン第2回大会「The Path to the World Champion」 【WBCムエタイ日本ライト級王座決定戦】                                                                                         | 2011年10月2日  |
| ×    | カノンスック・ウィラサクレック | 5R終了 判定0-3                              | ニュージャパンキックボクシング連盟「15周年記念シリーズ NEW JAPAN BLOOD 1」 | 2011年1月23日  |
| ○    | 山本真弘                       | 5R終了 判定3-0                              | The Path to the World Champion WBCムエタイ世界王者への道 【WBCムエタイルール日本統一ライト級王座決定戦】                                                                                       | 2010年9月26日  |
| ×    | 桜井洋平                       | 5R終了 判定0-3                              | ニュージャパンキックボクシング連盟「熱風 零七 〜桜井洋平FINAL」 | 2010年8月1日   |
| ○    | 山本元気                       | 3R 2:59 TKO（ドクターストップ：右眉カット） | ニュージャパンキックボクシング連盟「熱風 零四」 | 2010年5月9日   |
| ○    | 前田尚紀                       | 5R終了 判定3-0                              | ニュージャパンキックボクシング連盟「熱風 零壱」 | 2010年1月24日  |
| ○    | 木村天鮮                       | 5R終了 判定3-0                              | ニュージャパンキックボクシング連盟 「ROAD TO REAL KING 14」 | 2009年11月28日 |
| ○    | 末広智明                       | 2R 2:07 KO（左肘打ち）                      | ニュージャパンキックボクシング連盟 「WBCムエタイルール日本統一王座決定戦 〜ROAD TO REAL KING 11〜」 【WBCムエタイルール日本統一王座決定トーナメント スーパーフェザー級 決勝】                  | 2009年9月23日  |
| ○    | 奥山光次                       | 2R 1:06 TKO（タオル投入：ローキック）       | ニュージャパンキックボクシング連盟 「WBCムエタイルール日本統一王座決定トーナメント準決勝 〜ROAD TO REAL KING 9〜」 【WBCムエタイルール日本統一王座決定トーナメント スーパーフェザー級 準決勝】 | 2009年7月26日  |
| △    | "狂拳"竹内裕二                 | 5R終了 判定1-0                              | ニュージャパンキックボクシング連盟 「GO FOR BROKE 〜ROAD TO REAL KING III〜」 | 2009年3月22日  |
| ×    | 吉本光志                       | 3R+延長終了 判定0-3                         | KING OF KINGS TOUITSU in KOBE 【TOUITSU ライト級初代王者決定トーナメント 1回戦】 | 2008年12月23日 |
| ○    | 中須賀芳徳                     | 5R終了 判定3-0                              | ニュージャパンキックボクシング連盟 「START OF NEW LEGEND XI 〜新しい伝説の始まり〜」 【NJKFスーパーフェザー級初代王座決定戦】                                                                  | 2008年9月27日  |
| ×    | 長崎秀哉                       | 5R終了 判定0-3                              | ニュージャパンキックボクシング連盟 「FIGHTING EVOLUTION I 〜進化する戦い〜」 | 2007年1月14日  |
| ○    | 国分省吾                       | 2R 2:54 KO（3ダウン：バックハンドブロー）   | ニュージャパンキックボクシング連盟 「ADVANCE X 〜前進〜 真王杯決勝戦」 | 2006年11月23日 |
| ○    | 小猿                           | 3R終了 判定3-0                              | ニュージャパンキックボクシング連盟 「ADVANCE VI 〜前進〜 MUAYTHAI OPEN」 | 2006年7月2日   |
| ○    | レッガラー鉄                   | 3R終了 判定3-0                              | ニュージャパンキックボクシング連盟 「ADVANCE II 〜前進〜」 | 2006年3月5日   |
| ○    | 中西大介                       | 3R終了 判定3-0                              | ニュージャパンキックボクシング連盟 「ADVANCE I 〜前進〜」 | 2006年1月15日  |
| ○    | ジャイアン                     | 3R終了 判定3-0                              | ニュージャパンキックボクシング連盟 「INFINITE CHALLENGE X 〜無限の挑戦〜」 | 2005年11月20日 |

## 獲得タイトル
- 初代ニュージャパンキックボクシング連盟スーパーフェザー級王座
- 初代WBCムエタイ日本統一スーパーフェザー級王座
- 第2代WBCムエタイ日本統一ライト級王座